# 茂川秀子
茂川 秀子（もかわ ひでこ、1955年頃 - ）は、日本のミスコン女王。ミス・インターナショナル1974日本代表。

## 経歴・人物
1955年頃、生まれる。
1973年10月12日、甲南女子大学短期大学部1年在学中にミス・インターナショナル1974の日本代表を選定する大会で第2位入賞。第1位の賀小美（樹れい子）は日本国籍を持たないと辞退。彼女が日本代表として翌年の世界大会に出場することとなる。
1974年10月9日、東京都千代田区の日本武道館で開催された世界大会でTop15(セミファイナリスト)に残る。
1975年4月2日 - 9月24日、『おくにじまんスター自慢』に出演。

### その他
『神戸っ子』の記事によると、「なんとなくミス・インターナショナルに選ばれてしまってそれが重くのしかかっている。1年の任期の後は封印し、普通の女の子に戻りたい」とのこと。1974年当時、サンちゃんという犬を飼っていた。

### 備考
名前について、日本代表決定を伝える毎日新聞の記事では「茂川京子」になっているが、ここではミス・インターナショナル公式サイトに従う。1974年当時の学校について、甲南女子大学とする資料もある。